# WIELS
WIELS is het Brusselse centrum voor hedendaagse kunst gelegen in Vorst. Het opende in 2007 de deuren in de voormalige brouwerij Wielemans-Ceuppens, een ontwerp uit 1930 van Adrien Blomme, die onder meer aan het zuidstation heeft meegewerkt. Het presenteert de werken van nationale en internationale artiesten in de vorm van tijdelijke tentoonstellingen.
Volgende kunstenaars kregen reeds een platform in het centrum: Yayoi Kusama, Dan Perjovschi, Mike Kelley, Anne-Mie van Kerckhoven, Luc Tuymans, Félix González-Torres, Wangechi Mutu, Francis Alÿs, David Claerbout, Alina Szapocznikow, Ana Torfs en Leigh Ledare.
Het gebouw telt 3 expositieruimtes, een cinema/auditorium, een bookshop en een café-restaurant, Kamilou.

## Geschiedenis

### Gebouw
Het gebouw, ook wel Wielemans-toren genoemd, is begonnen als een brouwerij (Wielemans Ceuppens). Het is een van de laatste modernistische industriële gebouwen in België, en de restanten van de brouwerij binnen WIELS zijn inmiddels nationaal erfgoed geworden. Er worden rondleidingen gegeven aan diegenen die zich interesseren in de geschiedenis van de brouwerij.

### Centrum voor hedendaagse kunst
Zowel vanuit Vlaamse als Franse gemeenschappen kwam het initiatief om te investeren in een centrum voor hedendaagse kunst. De renovatiewerken zijn in 2005 begonnen en in 2007 is WIELS officieel van start gegaan als centrum voor de hedendaagse kunst. Het centrum presenteerde sindsdien ruim 65 expo’s, 130 tijdelijk-vaste artiesten en organiseerde educatieve en sociaal-artistieke activiteiten. Het is op een korte periode uitgegroeid tot een centrum dat op nationaal en internationaal vlak zijn vaste waarde heeft gekregen. Onder meer door het tentoonstellen van invloedrijke artiesten maar ook door de manier waarop het de buurt betrekt in wat ze doet. WIELS draagt bij tot de heropleving van de economie en cultuur in Vorst.

## Sociaal artistiek
Tussen WIELS en BRASS (het cultuurcentrum van Vorst) ligt een tuin die vrij toegankelijk is. Op het terrein zijn moestuinen, bijenkasten, pick-nick- en speelruimte. WIELS organiseert jaarlijks activiteiten voor, en soms in samenwerking met, de inwoners van Vorst en Brussel.